# Шилопај
Шилопај је насеље у Србији у општини Горњи Милановац у Моравичком округу. Према попису из 2022. било је 57 становника.
Удаљено је 16 км од Горњег Милановца. Налази се север-северозападно од Такова и Горњег Милановца на надморској висини од 300 до 420 м и на површини од 699 ха. Познато је по цркви Светог Николе коју је по пројекту архитекте Драгутина Маслаћа саградио ратни војни лиферант Љуба Сарачевић између Првог и Другог светског рата, а која је освећена 21. септембра 1939. године од стране владике жичког Николаја Велимировића. Црква је саграђена од жутог пешчара из Синошевића и украшена розетом од истог материјала изнад улазних врата.
Овде се налазе Крајпуташ у Шилопају и Крајпуташи Савковићима у Шилопају.
Овде се од 2015. године одржава туристичка и привредна манифестација „Дани шилопајске панораме”.
Село има општину, а од 1905. године и школу. До 1939. године припадало је парохији цркве у Љутовници. Тада је добило своју цркву посвећену Светом Николи, задужбину Љубе Сарачевића, рођеног у Шилопају. Сеоска слава је Бели четвртак.

## Познати Шилопајци
- Љуба Сарачевић, индустријалац
- Петар Пит Ромчевић, возач ауто-трка
- Ненад Дмитровић, дипломирани инжењер електротехнике
- Милоје Игрутиновић, фотограф

## Историја
У Шилопају има неколико локалитета који се називају „грчко гробље” и „мађарско гробље”, што доказује бурну историју овог краја и постојање насеља у давна времена. Доласком Турака староседеоци су се раселили, осим једне породице. У 18. и 19. веку из Старог Влаха и ужичког краја доселили су се нови становници. Нема поузданих података о настанку имена села. Под именом Шилопај, село се први пут помиње у турском попису 1525. године. Тада је имало 7 хришћанских и 7 муслиманских домова.
У ратовима у периоду од 1912. до 1918. године село је дало 104 ратника. Погинуло их је 51 а 53 је преживело.

## Демографија
У пописима село је 1910. године имало 397 становника, 1921. године 399, а 2002. године тај број је спао на 133.
У насељу Шилопај живи 124 пунолетна становника, а просечна старост становништва износи 52,9 година (50,5 код мушкараца и 55,0 код жена). У насељу има 59 домаћинстава, а просечан број чланова по домаћинству је 2,29.
Ово насеље је великим делом насељено Србима (према попису из 2002. године), а број становника опада још од краја 2. светског рата.
|  |

| Демографија | Демографија | Демографија |
| Година      | Становника  | Становника  |
| ----------- | ----------- | ----------- |
| 1948.       | 505         |             |
| 1953.       | 496         |             |
| 1961.       | 444         |             |
| 1971.       | 368         |             |
| 1981.       | 294         |             |
| 1991.       | 203         | 183         |
| 2002.       | 135         | 135         |
| 2011.       | 85          |             |

| Етнички састав према попису из 2002.‍ | Етнички састав према попису из 2002.‍ | Етнички састав према попису из 2002.‍ | Етнички састав према попису из 2002.‍ | Етнички састав према попису из 2002.‍ |
| ------------------------------------ | ------------------------------------ | ------------------------------------ | ------------------------------------ | ------------------------------------ |
|                                      |                                      |                                      |                                      |                                      |
| Срби                                 | Срби                                 |                                      | 133                                  | 98,51%                               |
| Црногорци                            | Црногорци                            |                                      | 1                                    | 0,74%                                |
| непознато                            | непознато                            |                                      | 0                                    | 0,0%                                 |

| Година пописа     | 1948. | 1953. | 1961. | 1971. | 1981. | 1991. | 2002. |
| ----------------- | ----- | ----- | ----- | ----- | ----- | ----- | ----- |
| Број домаћинстава | 104   | 103   | 115   | 112   | 102   | 77    | 59    |

| Број чланова      | 1  | 2  | 3 | 4 | 5 | 6 | 7 | 8 | 9 | 10 и више | Просек |
| ----------------- | -- | -- | - | - | - | - | - | - | - | --------- | ------ |
| Број домаћинстава | 25 | 15 | 7 | 6 | 2 | 3 | 1 | 0 | 0 | 0         | 2,29   |

| Пол    | Укупно | Неожењен/Неудата | Ожењен/Удата | Удовац/Удовица | Разведен/Разведена | Непознато |
| ------ | ------ | ---------------- | ------------ | -------------- | ------------------ | --------- |
| Мушки  | 59     | 16               | 36           | 6              | 1                  | 0         |
| Женски | 67     | 10               | 35           | 20             | 1                  | 1         |
| УКУПНО | 126    | 26               | 71           | 26             | 2                  | 1         |

| Пол    | Укупно                    | Пољопривреда, лов и шумарство | Рибарство                            | Вађење руде и камена | Прерађивачка индустрија       |
| ------ | ------------------------- | ----------------------------- | ------------------------------------ | -------------------- | ----------------------------- |
| Мушки  | 30                        | 10                            | 0                                    | 1                    | 7                             |
| Женски | 11                        | 6                             | 0                                    | 0                    | 0                             |
| УКУПНО | 41                        | 16                            | 0                                    | 1                    | 7                             |
| Пол    | Производња и снабдевање   | Грађевинарство                | Трговина                             | Хотели и ресторани   | Саобраћај, складиштење и везе |
| Мушки  | 0                         | 1                             | 2                                    | 1                    | 3                             |
| Женски | 0                         | 0                             | 4                                    | 0                    | 1                             |
| УКУПНО | 0                         | 1                             | 6                                    | 1                    | 4                             |
| Пол    | Финансијско посредовање   | Некретнине                    | Државна управа и одбрана             | Образовање           | Здравствени и социјални рад   |
| Мушки  | 0                         | 0                             | 0                                    | 1                    | 2                             |
| Женски | 0                         | 0                             | 0                                    | 0                    | 0                             |
| УКУПНО | 0                         | 0                             | 0                                    | 1                    | 2                             |
| Пол    | Остале услужне активности | Приватна домаћинства          | Екстериторијалне организације и тела | Непознато            | Непознато                     |
| Мушки  | 1                         | 0                             | 0                                    | 1                    | 1                             |
| Женски | 0                         | 0                             | 0                                    | 0                    | 0                             |
| УКУПНО | 1                         | 0                             | 0                                    | 1                    | 1                             |

## Галерија
- Црква Светог Николе у Шилопају
- Улазна врата цркве у Шилопају
- Шилопај, месна канцеларија
- Центар села
- Шилопај